# Antonio Tejero
Antonio Tejero Molina (Alhaurín el Grande Málaga, 1932) ex-tenente coronel da Guarda Civil. Foi um dos principais cabecilhas do frustrado golpe de Estado de 23 de Fevereiro de 1981 na Espanha, popularmente conhecido como "23-F".
Já fora processado em 1979 por outra tentativa de golpe de Estado conhecido como "Operação Galaxia". Por este fato fora condenado a sete meses de cárcere.
Antes de 23-F, numa carta aberta ao rei Juan Carlos I, publicada no jornal El Imparcial, argumentava que "[…] no projeto de Constituição há bandeiras demais fazendo sombra à única e neste projeto não vão incluídos alguns valores pelos quais cremos vale a pena arriscar as nossas vidas. Nele não estão os nossos mortos".
Na tarde de 23 de Fevereiro, no comando de uns 200 guardas civis, assaltou o Congresso dos Deputados, que nesses momentos celebrava a sessão de investidura como presidente do governo de Leopoldo Calvo-Sotelo. Teve sequestrados os deputados até as 10 da manhã do 24 de Fevereiro de 1981, quando se entregou ao fracassar a tentativa de golpe de Estado.
Com a tomada do Congresso, Tejero tinha como objetivo apoiar o general Alfonso Armada a tomar o poder como presidente de um Governo de salvação nacional, mas quando foi informado por este dos seus planos de que em dito governo ter representantes de todos os partidos (incluídos socialistas, comunistas e nacionalistas), continuou agindo pela sua conta.
Foi processado e encarcerado, permanecendo na prisão de Alcalá de Henares até a 3 de Dezembro de 1996 em que saiu em liberdade condicional.
Em 1982 organizou desde o cárcere um efêmero partido político de extrema-direita, "Solidariedade Espanhola", para se apresentar às eleições gerais, que desapareceu após as eleições devido aos seus raquíticos resultados.
Foi expulso da Guarda Civil e atualmente reside entre Madrid e Alhaurín de la Torre. Nos últimos tempos tem escrito cartas ao diretor do diário Melilla Hoy criticando o estatuto da Catalunha.